# Belisario Cáceres y Osma
Belisario Cáceres y Osma (Cusco, 1857 - Huamachuco, 1883) fue un oficial del ejército peruano que participó en la campaña de la Breña, durante la guerra del Pacífico. 

## Biografía
Nació en la ciudad del Cusco, hijo de la cusqueña Juana Osma y el boliviano Mariano Cáceres, en 1857. Realizó su educación primaria en el Colegio de La Unión pero luego se dedicó al trabajo en una casa comercial donde ingresó como dependiente vendedor del almacén de ventas por menor.
En el año de 1879, cuando el Perú entró en la guerra del Pacífico, Cáceres y Osma tomó la resolución de dejar su trabajo en la casa comercial para hacerse soldado. Su jefe aceptó su detereminación y le obsequió cien soles para su uniforme. Participó en las batallas de San Juan y Miraflores donde a pesar de haber sido herido siguió su camino hacia la sierra. Se hizo capitán de artillería en la campaña de la Breña a órdenes del general Andrés Avelino Cáceres. Se distinguió en las acciones de armas de la resistencia en la sierra, en los combates de San Pablo, Marcavalle y Pucará.
El cuartel general chileno tenía especial interés en tomarlo prisionero por juzgarle pariente del general Cáceres, propósito que no logró porque Belisario Cáceres y Osma buscó los sitios de mayor peligro en Huamachuco. Durante la jornada del 10 de julio cayó con diez heridas de fusil. Su cadáver fue recogido del campo de lucha por los vecinos del lugar y sepultado en el cementerio de Huamachuco, de donde fue exhumado en 1890 por la comisión oficial que presidiera el coronel Borgoño, y trasladado al Cementerio General de Lima. Posteriormente se le dio reposo definitivo en la Cripta de los Héroes, erigida por la Nación a los caídos en la guerra del Pacífico.